# Æthelwulf (Elmham)
Æthelwulf († zwischen 781 und 785) war Bischof von Elmham. Er wurde zwischen 758 und 781 zum Bischof geweiht und trat sein Amt im selben Zeitraum an. Er starb zwischen 781 und 785.